# Kornlav
Kornlav (Lopadium pezizoideum) är en lavart som först beskrevs av Erik Acharius, och fick sitt nu gällande namn av Körb. Kornlav ingår i släktet Lopadium och familjen Pilocarpaceae.  Arten är reproducerande i Sverige. Inga underarter finns listade i Catalogue of Life.